# Linia kolejowa nr 205
Linia kolejowa nr 205 – pierwszorzędna, jednotorowa, niezelektryfikowana szerokotorowa linia kolejowa łącząca przejście graniczne Skandawa – Железнодорожный z bocznicą szlakową Anielin Gradowo.

## Historia
Linia kolejowa została zbudowana w latach 1952 – 1956 w celach wojskowych. Stanowiła drogę dojazdową od strony Związku Socjalistycznych Republik Radzieckich do Stałego Rejonu Przeładunkowego Skandawa, który dublował Wojskową Bazę Przeładunkową Ministerstwa Obrony ZSRR Żeleznodorożnyj.
Z uwagi na dogodne położenie strategiczne na pograniczu Polskiej Rzeczypospolitej Ludowej i Związku Socjalistycznych Republik Radzieckich od lat 60. do lat 90. XX wieku linia wykorzystywana była jako towarowa.

## Literatura
- Zbigniew Tucholski: Polskie Koleje Państwowe jako środek transportu wojsk Układu Warszawskiego. Warszawa: Instytut Historii PAN, 2009. ISBN 978-83-7545-035-4. Brak numerów stron w książce